# Spriggan Powered
Spriggan Powered (スプリガン・パワード Supurigan Pawādo?, traducido, Spriggan Motorizado) es un videojuego de matamarcianos horizontal desarrollado por Micronics y publicado por Naxat Soft en 1996 solo en Japón para la Super Famicom, y también para la Satellaview que contiene de 5 emisiones. Es el último juego de la serie Seirei Senshi Spriggan.
- Datos: Q7580334